# اوبلیکس ۲۹۴۰۲
سیارک ۲۹۴۰۲ (به انگلیسی: 29402 Obelix، نامگذاری:1996TT9) بیست و نه هزار و چهارصد و دومین سیارک کشف شده‌است که در ۱۴ اکتبر ۱۹۹۶ کشف شد.